# Cratere Barri
Barri è un cratere sulla superficie di Callisto.